# Born Yesterday (pjäs)
Born Yesterday (svensk titel: Född i går) är en pjäs skriven av Garson Kanin som hade premiär på Broadwayteatern Lyceum Theater 1946. Den har sedan dess blivit filmatiserad två gånger som Född i går 1950 och Born Yesterday 1993. Pjäsen uppfördes första gången i Sverige på Nya Teatern i Stockholm 1947. Året därpå, den 23.4 1948 hade den premiär på Malmö stadsteater, Södra Teatern, med Ulla Sallert i huvudrollen.